# Masafumi Kimura
Masafumi Kimura (木村 雅史?, Kimura Masafumi; Prefettura di Aomori, 3 marzo 1977) è un doppiatore giapponese.
Attualmente lavora per la Baobab Production.

## Ruoli interpretati

### Anime
- Detective Conan (Detective, Mamehara, negoziante, giudice B, Detective Yamade, compagno di Nezumi)
- Chrono Crusade (Vido)
- D.Gray-man (Charles)
- Digimon Adventure (Whamon)
- Digimon Adventure 02 (padre di Ken)
- Digimon Savers (Jureimon)
- Digimon Tamers (Vikaralamon, Jijimon)
- Fairy Tail (Crux, Yajima, Orga Nanagear, Arcivescovo di Zentopia, Crawford Seam)
- Fresh Pretty Cure! (Tadashi Yamabuki)
- InuYasha (Nezumi Zushi)
- Jeanne la ladra del vento divino (Detective Haruta)
- Kindaichi shōnen no jikenbo (Detective Shōno, studente)
- Mahō tsukai Pretty Cure! (Gustav)
- Nintama Rantarō (Snow, altri)
- Otogi-Jūshi Akazukin (Juntarō Suzukaze)
- Phoenix (soldato)
- Pluto (Adolf Haas)
- Power Stone (Galuda)
- Samurai 7 (Shūsai, altri)
- Scrapped Princess (Drake)
- Soul Eater (Sid Barett)
- Le avventure di Superman (Orion)
- Transformers: Cybertron (Megalo Convoy, Dino Snout, Road Storm)
- One Piece (Gotti)

### Videogiochi
- Armored Core: Nine Breaker (Additional voices)
- Crash Nitro Kart (Tiny Tiger)
- Crash Tag Team Racing (Crunch Bandicoot)
- Dragon Ball: Sparking! Zero (Dr. Willow)
- Dragon Force (Gordack)
- Dragon Quest Monsters: Il Principe oscuro (Pruslas)
- God of War II (Tifone, Re dei Barbari)
- God of War III (Ade)
- God of War (videogioco 2018) (Magni)
- Gravity Rush (Aujean, Adreaux)
- Gravity Rush 2 (Aujean)
- Guilty Gear -STRIVE- (Goldlewis Dickinson)
- Marvel's Guardians of the Galaxy (Drax il Distruttore)
- SaGa: Scarlet Grace – Ambitions (Mondo)
- Sakura Wars 5 ~Saraba, Itoshiki Hito yo~ (Caluross)
- Silent Hope (Primitivus)
- Tales of the Abyss (Tritheim)
- Tales of Arise (Dedyme)
- The King of Fighters: All Star (Igniz)
- Tom Clancy's Rainbow Six: Vegas 2 (Domingo "Ding" Chavez)

### Film doppiati
- E.R. - Medici in prima linea (Brandon Kirk)
- Sotto corte marziale (Corporale Joe S. Cromin)
- Ed Gein - Il macellaio di Plainfield (Ed Gein)
- The Legend of the Condor Heroes (Jebe)
- Mission: Impossible 2 (edizione della TV Asahi) (Dottore Nekhorvich)
- Fratello, dove sei? (Junior)
- Scatto mortale - Paparazzi (Kevin Rosner)
- The Twilight Zone (Host)
- Prospettive di un delitto (Howard Lewis)